# JWH-018
Le JWH-018 (1-pentyl-3-(1-naphthoyl)indole) ou AM-678 est un psychotrope analgésique de la famille des naphthoylindoles (en) qui agit comme un agoniste complet des récepteurs cannabinoïdes (Cannabinoïdes) CB1 et CB2, avec une certaine sélectivité pour le récepteur CB2. Chez les animaux, elle produit des effets semblables à ceux du tétrahydrocannabinol (THC), un cannabinoïde naturellement présent dans le cannabis, ce qui conduit à son utilisation dans des produits de cannabis synthétique, étiquetés « non destiné à la consommation humaine »,,,,.

## Histoire
John W. Huffman, un chimiste de l'université de Clemson, a synthétisé un grand nombre de composés chimiques qui affectent le système endocannabinoïde, parmi lesquels le JWH-018. Des études montrent une affinité pour les récepteurs cannabinoïdes CB1 cinq fois supérieure à celle du THC. Les récepteurs cannabinoïdes sont présents dans le cerveau des mammifères et dans les tissus de la rate; toutefois, la structure détaillée des sites actifs est actuellement inconnue.
Le 15 décembre 2008, la société pharmaceutique allemande THC Pharm a rapporté que le JWH-018 était l'un des principes actifs d'au moins trois versions du mélange à base de plantes Spice, vendu comme encens dans plusieurs pays depuis 2002,,,. Une analyse d'échantillons acquise quatre semaines après l'interdiction du JWH-018 en Allemagne a révélé que le composé avait été remplacé par JWH-073.

## Pharmacologie
JWH-018 est un agoniste complet des récepteurs cannabinoïdes CB1 et CB2, avec une affinité de liaison rapportée de 9,00 ± 5,00 nM sur les récepteurs CB1 et 2,94 ± 2,65 nM sur les récepteurs CB2. Le JWH-018 a une CE50 de 102 nM pour les récepteurs CB1 et de 133 nM pour les récepteurs CB2 chez les humains. Le JWH-018 provoque une bradycardie et une hypothermie chez les rats à des doses allant de 0,3 à 3 mg/kg, ce qui suggère une activité semblable à celle des cannabinoïdes.

### Pharmacocinétique
Le métabolisme du JWH-018 a été étudié chez des rats Wistar auxquels on a administré un extrait éthanolique contenant du JWH-018. L'urine a été recueillie pendant 24 heures, puis les métabolites du JWH-018 ont été extraits en utilisant une extraction liquide-liquide et une extraction en phase solide. Les composés extraits ont été séparés et identifiés avec une GC-MS. Le JWH-018 et son métabolite N-désalkylé n'ont été détectés qu'en petites quantités, les métabolites N-désalkylés hydroxylés comprenant le signal primaire. L'écart de masse observé indique qu'il est probable que l'hydroxylation se produise à la fois dans les parties naphtalène et indole de la molécule. Les métabolites humains étaient similaires, bien que la majeure partie du métabolisme ait eu lieu sur le cycle indole et la chaîne latérale du pentyle, et que les métabolites hydroxylés aient été fortement conjugués au glucuronide.

## Usage
Au moins un cas de dépendance au JWH-018 a été rapporté par les médias. L'utilisateur avait consommé du JWH-018 quotidiennement pendant huit mois. Les symptômes de sevrage étaient plus graves que ceux dus à la dépendance au cannabis. Il a été démontré que JWH-018 provoquait des changements importants dans la structure du récepteur CB1 après l'administration, entraînant une désensibilisation à ses effets plus rapidement que les cannabinoïdes apparentés. Le 15 octobre 2011, le coroner du comté d'Anderson, Greg Shore, a attribué le décès d'un joueur de basket-ball d'université de Caroline du Sud à « une toxicité médicamenteuse et une défaillance d'organe » causées par le JWH-018. Un courriel daté du 4 novembre 2011 concernant l'affaire a finalement été publié par la ville d'Anderson SC le 16 décembre 2011 en vertu de la loi sur la liberté de l'information, à la suite de multiples demandes des médias visant à obtenir l'information.
Tandis que le THC est un agoniste partiel des récepteurs CB1, le JWH-018 et de nombreux cannabinoïdes synthétiques sont eux des agonistes complets. Il a été démontré que le THC inhibait la neurotransmission du récepteur GABA dans le cerveau par plusieurs voies,. Le JWH-018 peut provoquer une anxiété intense, une agitation et, dans des cas plus rares (généralement avec des utilisateurs non réguliers), il a été soupçonné de causer des crises d'épilepsie et des convulsions en inhibant plus efficacement la neurotransmission du GABA que le THC. Les agonistes complets des récepteurs cannabinoïdes peuvent être très dangereux en cas d'usage excessif.
La consommation de JWH-018 a provoqué divers effets indésirables physiques et psychologiques. Une étude a rapporté des rechutes psychotiques et des symptômes d'anxiété chez des patients souffrant de maladie mentale traités correctement après l'inhalation de JWH-018. En raison d'inquiétudes quant au potentiel de JWH-018 et d'autres cannabinoïdes synthétiques à provoquer une psychose chez les personnes vulnérables, il a été recommandé aux personnes présentant des facteurs de risque de maladies psychotiques (comme des antécédents familiaux ou antérieurs) de ne pas utiliser ces substances.